# あすなろ (鈴村健一の曲)
「あすなろ」は、鈴村健一の7枚目のシングル。2011年8月24日にLantisから発売された。

## 概要
前作「月とストーブ」から約9ヶ月ぶりのリリースであり、2011年唯一のシングルである。
表題曲「あすなろ」は、テレビアニメ『神様のメモ帳』のエンディングテーマとして起用された。自身の楽曲がテレビアニメの主題歌として起用されるのは初。楽曲自体は、ロックテイスト溢れる曲であり、「未来」をテーマにした前向きな曲である。作曲、編曲は宮崎誠が手掛けている。宮崎が鈴村の表題曲を手掛けるのは5枚目のシングル「in my space」以来。
収録されている曲は、1枚目のシングル「INTENTION」から7作連続で鈴村自身が作詞を手掛けている。また、収録曲数は5枚目のシングル「in my space」から3作連続で2曲入りである。
初回限定盤、通常盤の2種リリースであり、初回盤には表題曲「あすなろ」のPVが収録されたDVDが同梱されている。通常盤には起用された『神様のメモ帳』の原作の挿絵を手掛けている岸田メルの描き下ろし長オビが付属した。また、初回盤、通常盤の初回プレス分に2011年12月25日に両国国技館で開催予定の『おれパラ2011』のチケット先行予約用紙が封入されている。
2011年9月4日に本作の発売記念キャンペーン『平板組だヨ!全員集合』が池袋サンシャイン噴水広場で行われた。観覧無料のイベントであり、黒Tシャツ着用の来場者に「平坂組 代紋入り缶バッジ」が配られた。

### 主な記録
2011年9月5日付のオリコン週間シングルチャートで22位を獲得。初動売上は0.6万枚を記録し、前作から約0.2万枚増加した。デイリーチャートでは、同年8月23日付で19位、8月24日付で15位、8月25日付のチャートで14位を獲得し、3日間デイリーチャートの最高順位を更新した。
2011年9月5日付のBillboard Hot Singles Salesで16位、Billboard Hot Animationで8位を獲得した。Billboard Hot Singles Salesにランクインするのは4枚目のシングル「and Becoming」から4作連続。Billboard Hot AnimationのTOP10入りは前作「月とストーブ」から2作連続。
2011年9月3日放送のCOUNT DOWN TVでは58位を獲得。また、同年9月10日放送分にもランクインしており、同ランキングで自身初の2週連続TOP100入りを果たした。また、ドワンゴが運営している2011年度の年間ランキングでは、「アニメロミックス 着うた」で70位を獲得した。

## 批評
『CDジャーナル』は、「表題曲は疾走感溢れるエモーショナルなピアノロックであり、90年代のギターロックを思わせる本格的なロックを意識した作品。」と批評した。

## 収録曲
（全作詞：鈴村健一）
1. あすなろ [3:49]
作曲・編曲：宮崎誠
  - テレビアニメ『神様のメモ帳』エンディングテーマ
2. ある惑星の話 [4:50]
作曲・編曲：清水哲平